# Carlos Carbonell Pascual

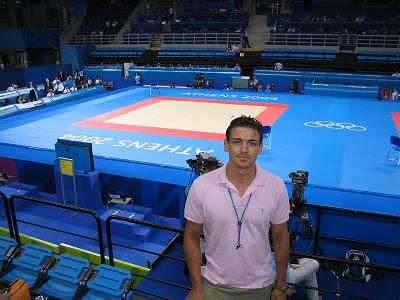
Carlos Carbonell

Carlos Carbonell Pascual é o Treinador Nacional de Judô de Malta atual. Ele foi o primeiro treinador de judô espanhol a estar sendo responsável por equipe de Judô de outro país (a Malta) e também o primeiro treinador espanhol a ser concedido como um Treinador de Judô (Nível 5).

## Biografia
Carlos Carbonell nasceu no Alcoy (a Espanha) no dia 14 de Dezembro de 1976. Filho de José Carbonell Carbonell e Milagros Pascual Doménech. Ele começou a praticar o judô no seu "Colegio San Roque y San Sebastián" em 1984. Em 1987, ele continua praticando o judô no "Club de Judo Alcoy", para melhorar-se neste esporte. Em 1998, ele decide ir estudar o TAFAD no Elche (a Espanha) e ele começa a preparar-se no Club de Judo do campeão Olimpica Miriam Blasco (ele representou este clube durante 3 anos na primeira divisão da Liga Nacional Espanhola). No ano 2000, ele recebe o diploma oficial como Instrutor de Judô do Real Federación Española de Judo. Em 2002, ele decide mover-se ao Reino Unido depois das recomendações do Club de Judo de Miriam Blasco. Eles aconselharam que ele fosse à Universidade do Bath que é a única universidade ao Reino Unido na qual um atleta pode combinar os seus estudos com a prática de judô.
Ele estudou um grau Foundation Degree in Science in Sport (Sports Performance). Ele estudou com campeões mundiais e medalhistas como Kate Howey ou Daniel Lascau bem como com alguns Diretores de Esportes da (EJU) (o presidente russo Vladimir Putin é o Presidente Honorário do EJU).
No fim do 2006, o Secretário Geral do EJU procurava um treinador da equipe de judô do seu país, a Malta, e na Universidade do Bath eles pensaram que Carlos Carbonell foi a pessoa direita para assumir esta posição.